# Pou
Pour les articles homonymes, voir POU.
Taxons concernés
Divers groupes
- L'ordre des Phthiraptera
- Quelques acariens
- Quelques mouches
- Les cochenilles
- Plusieurs crustacésmodifier

Le terme de pou est un nom vernaculaire ambigu qui désigne avant tout, en français, un insecte parasite de l'être humain, Pediculus humanus qui donne la pédiculose du cuir chevelu ou la pédiculose corporelle. À partir de ce sens premier, il a été utilisé pour faire référence à de très nombreux animaux de taille variable et d'appartenances zoologiques variées, mais dont la caractéristique la plus fréquente est qu'il s'agit d'arthropodes — insectes ou crustacés — ectoparasites d'animaux ou de plantes.

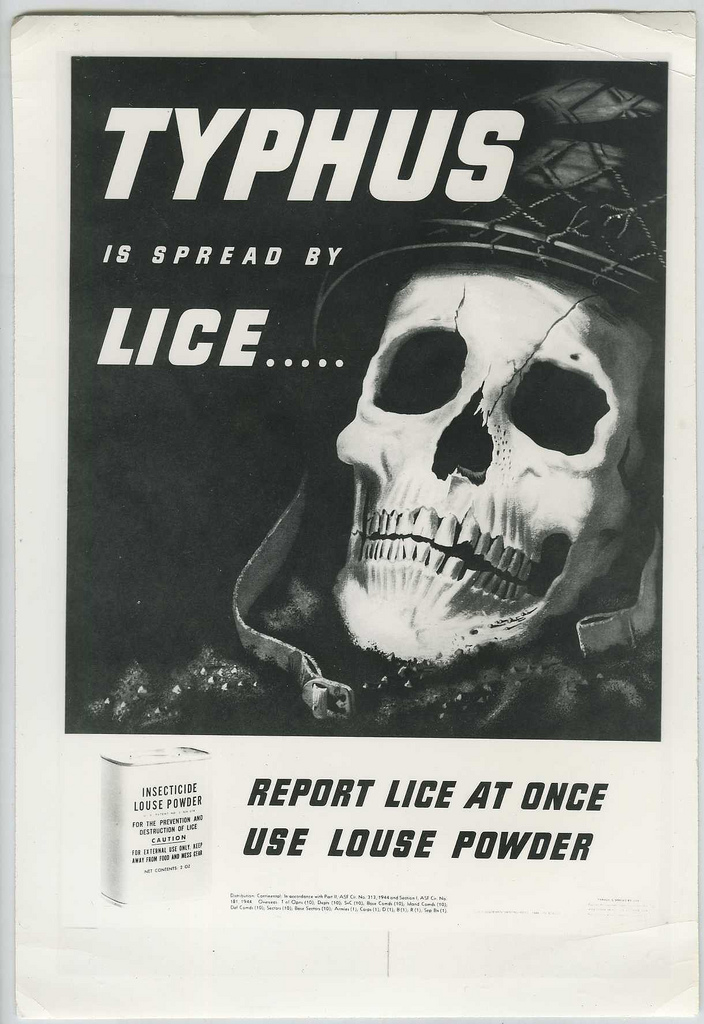
La lutte contre les parasitoses prend une importance particulière dans les milieux confinés (écoles et casernes) où la promiscuité et les déplacements des individus favorisent les parasitoses. Les infestations de poux, par exemple, ici combattues durant la Seconde Guerre mondiale par le service médical des armées américain via une affiche alertant sur le fait que « le Typhus est propagée par les poux ... » et encourageant les soldats à utiliser une poudre anti-poux (probablement à base de DDT).

## Étymologie
Le substantif masculin pou est issu du latin vulgaire peduculus, pour pediculus, diminutif du latin classique pedis (« pou »). Ce terme est attesté à l'époque impériale à la fois comme l'insecte parasite hématophage, c'est-à-dire les phthiraptères, et comme le pou de mer.

## Histoire
Les phtiraptères parasitent les dinosaures et les mammifères depuis le Mésozoïque (−252,2 à −66,0 Ma), les anoploures hématophages (suceurs de sang) depuis au moins le Jurassique (−201,3 à −145 Ma), et les mallophages (mangeurs de téguments) depuis au moins le Crétacé (−145,0 à −66,0 Ma). Après avoir parasité les dinosaures à plumes, les mallophages parasitent aujourd'hui les oiseaux, et les hématophages continuent de parasiter les mammifères. Chaque espèce de mammifère a son pou spécifique.
Des œufs de pou ont été retrouvés dans des restes de cheveux d'une dépouille datant d'il y a 9 000 ans. L'analyse de l'ADN des poux suggère qu'ils se sont répandus sur l'espèce humaine à partir de gorilles il y a deux millions d'années.
Les Amérindiens[Lesquels ?] les dégustaient avec plaisir, les esquimaux les considéraient comme une nourriture fortifiante au point de les chasser sur la peau des phoques pour agrémenter leurs repas. Les poux avaient également, par le passé, une valeur marchande mais surtout sociale. Les séances d'épouillages ou « grooming » faisaient partie des rites collectifs, tissant les liens entre membres d'une même tribu. Le pou était en effet considéré comme une sécrétion naturelle du corps humain : Aristote ou Galien le nommait « ver de peau ». Louis XI félicite un membre de sa cour qui remarque un pou sur son épaule, « Louis XIV grouillait de poux sous sa perruque ». Au XIXe siècle, se « chercher des poux dans la tête » était une activité noble car les poux étaient considérés comme porteurs de chance et censés guérir des maladies.
Vers 1850, le développement des insecticides change cette vision : les poux sont alors associés à la notion de crasse et la contamination s'installe vers la fin du XXe siècle dans les milieux défavorisés ne pouvant s'acheter ces insecticides. De même, les peuples ne disposant pas de ces insecticides mettent au point leur propre technique d'éradication. Les poux développant une résistance aux insecticides, cette notion de crasse et contamination se transmet à toutes les classes sociales.

## Les poux de l'homme

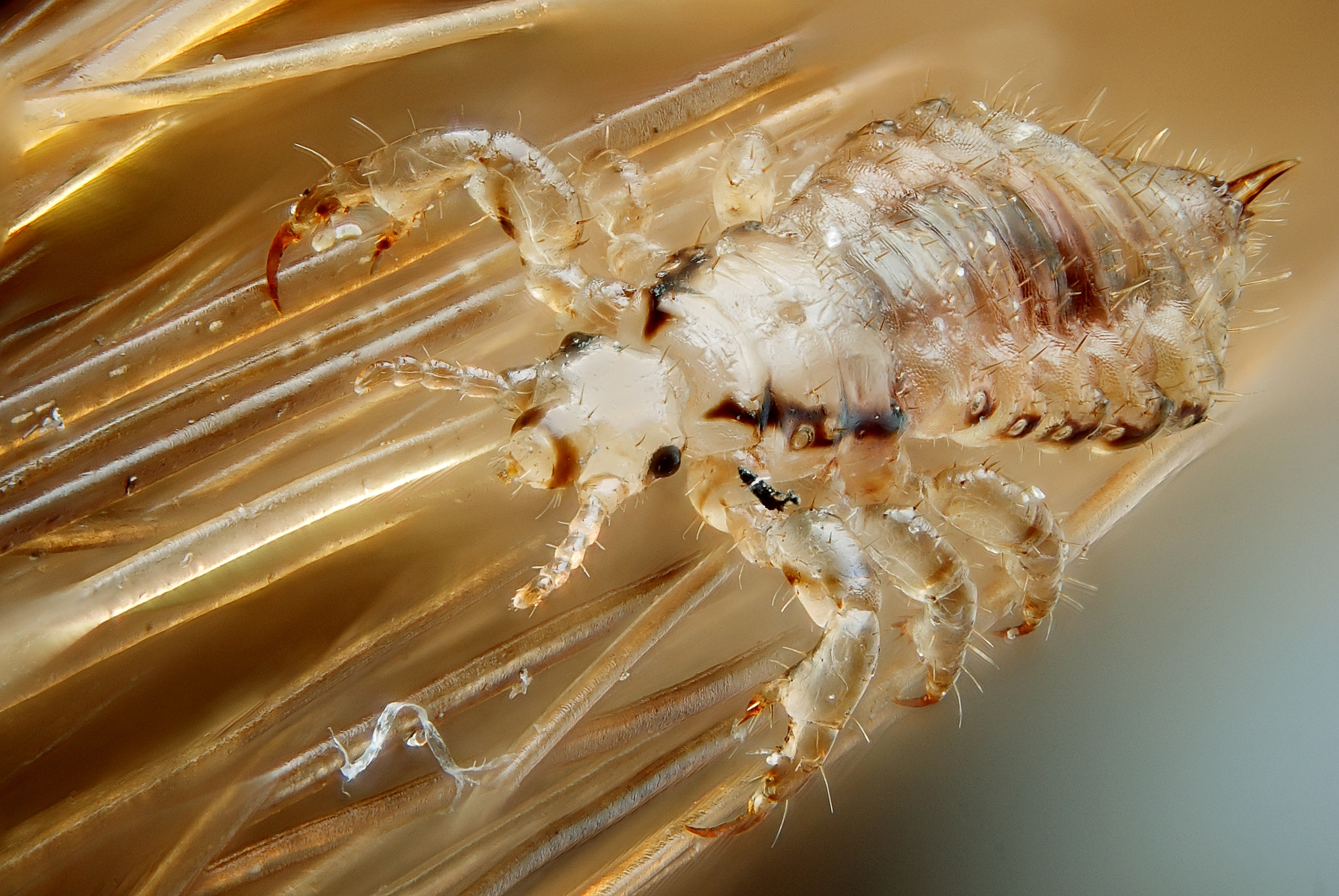
Pou de tête, sous-espèce Pediculus humanus capitis

Lorsqu'il est employé seul, sans autre qualificatif, le mot désigne systématiquement les poux de l'homme, espèces hématophages susceptibles d'occasionner de véritables désagréments, voire des maladies, pédiculose corporelle, pédiculose du cuir chevelu ou phtiriase. De longue date, les auteurs ont remarqué la coexistence de trois formes de poux humains :
- Pediculus humanus dont :
  - le pou de tête - la sous-espèce Pediculus humanus capitis
  - le pou de corps - la sous-espèce Pediculus humanus corporis
- le pou du pubis - l'espèce Pthirus pubis

Le dernier peut causer la phtiriase et les deux autres une pédiculose.
L'une de ces formes de poux est nettement distincte à la fois sur le plan morphologique et écologique, vivant essentiellement dans la région pubienne et périanale. Elle était déjà connue sous le nom de « pou du pubis » à l'époque de Rabelais mais a très tôt reçu en français un nom vernaculaire particulier, le « morpion », puisque ce terme figure dans le Dictionnaire de l'Académie française dès 1694.
La distinction entre les deux autres formes est autrement subtile puisqu'elle ne repose pas sur des critères morphologiques évidents, mais sur la localisation : le « pou de tête » (Pediculus humanus capitis) ne vit que sur le cuir chevelu où il se nourrit et les cheveux où il pond, alors que le « pou de corps » (Pediculus humanus corporis) s'alimente sur le reste du corps et vit par ailleurs dans les plis de vêtements peu ou pas lavés. Les zoologistes les ont affectés d'une nomenclature à trois noms habituellement réservée aux sous-espèces, mais la question de savoir s'il s'agit d'espèces à part entière, de sous-espèces ou d'autre chose continuait de faire débat jusqu'à l'apparition d'études moléculaires récentes sur ce sujet qui montrent que les êtres humains ont commencé à perdre les poils de leur corps il y a 2 millions d'années. En effet, Pediculus humanus corporis dérive directement de la prolifération de Pediculus humanus capitis comme le montre la biologie du pou, les deux sous-espèces ayant commencé à diverger il y a plus de 72 000 ans.
C'est en tout cas à l'ensemble de ces deux formes de Pediculus humanus que l'on réserve très généralement l'appellation de « pou » au sens strict. Leurs œufs sont appelés « lentes ».
Le pou mâle possède 2 paires de testicules qui lui permettent de féconder 18 femelles à la suite sans repos.

### Éradication
Des informations concernant les traitements sont détaillées dans la pédiculose du cuir chevelu.
Pour s'en débarrasser les moyens usuels sont les suivants :
- lavage du linge ;
- rasage des pilosités (tête, pubis, aisselles, corps) ;
- peignage soigné des cheveux avec un peigne spécifique dit peigne à pou ou peignette permettant d'enlever les lentes ;
- emploi d'insecticides (avec modération, étant donné la toxicité de ces produits) ;
- comportements barrière (ne pas prêter des bonnets, écharpes, etc.).

## Les phthiraptères
Les poux humains appartiennent au sous-ordre des anoploures au sein de l'ordre des phthiraptères. Pour les zoologistes, les quelque 500 espèces décrites d'anoploures sont donc aussi collectivement des « poux », dans un sens plus large. Au-delà, jusqu'à une date assez récente (1985), les autres sous-ordres des phthiraptères étaient considérés comme formant un ordre séparé, celui des mallophages — aujourd'hui obsolète — communément nommés « poux des oiseaux » parce que parasitant très majoritairement les oiseaux, et en dépit du fait que certaines espèces de mammifères étaient également concernées. D'autres appellations ont plus récemment été utilisées pour ces deux ensembles, simples traductions des appellations anglaises correspondantes : « poux suceurs » pour les anoploures et « poux broyeurs » ou « poux mâcheurs » pour les mallophages.

## Les acariens

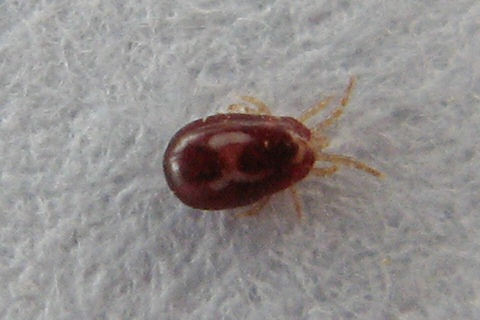
L'acarien Dermanyssus gallinae, le « pou rouge » des amateurs de volières

Leur condition d'ectoparasites, leur alimentation hématophage et leur appartenance aux arthropodes ont suffi à certaines espèces d'acariens pour leur valoir l'appellation vernaculaire de « poux ». C'est le cas pour certaines tiques que l'on voit occasionnellement nommer « poux de chien » ou plus rarement encore « poux des bois ». C'est aussi le cas pour certains petits acariens parasites des volailles et des oiseaux de volière : le « pou rouge » (Dermanyssus gallinae) ou le « pou noir » (généralement : Ornithonyssus Sylviarum). De la même manière, en Guyane, on appelle « poux d'agouti » diverses espèces d'acariens de la famille des Trombiculidae, proches des aoûtats.

## Les diptères

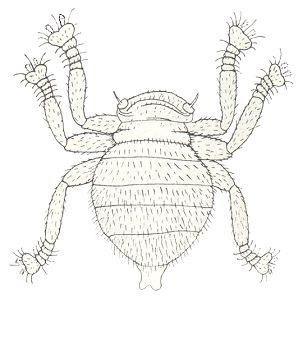
Braula caeca, le « pou des abeilles », est en fait un diptère parasite.

Pour les mêmes raisons que ces acariens (absence ou réduction des ailes, mode de vie ectoparasite), quelques espèces de diptères sont également connues sous le nom de « poux ».
Le « pou du mouton » (Melophagus ovinus) appartient à une famille de diptères, les Hippoboscidae, sortes de mouches aptères ou ailées, parasites obligatoires des oiseaux et des mammifères. Les représentants de cette famille sont d'ailleurs collectivement désignés sous le nom de louse flies, c'est-à-dire « mouches-poux », dans la littérature anglo-saxonne. L'analogie avec les poux véritables est d'autant plus nette chez le pou du mouton qu'il est aptère ; les milieux vétérinaires le nomment plus volontiers « faux pou du mouton ».
Comme les poux du mouton, les « poux des abeilles » (Braula caeca) sont des ectoparasites dépourvus d'ailes, mais contrairement à eux ils ne se nourrissent pas de sang : accrochés aux pièces buccales des abeilles, ces insectes minuscules détournent à leur profit une partie de la nourriture collectée par les ouvrières.

## Les parasites des plantes

Les cochenilles sont parfois collectivement nommées « poux des plantes ».

Parmi les parasites des plantes, ce sont surtout les cochenilles que l'on désigne sous le nom de « poux ». D'une manière générique, les professionnels les nomment régulièrement « poux des plantes », ou « poux des serres », ou encore « poux collants ». Certaines espèces ont toutefois reçu des noms plus spécifiques comme :
- le « pou de San José » (Quadraspidiotus perniciosus),
- le « pou rouge de l'oranger » (Chrysomphalus dictyospermi)[15],[16],
- le « pou rouge de Floride » (Chrysomphalus adonidum)[15],
- le « pou de Floride » (Chrysomphalus ficus),
- le « pou de Californie » (Aonidiella aurantii)[17]
- le « pou gris » (Parlatoria pergandei)[15]
- le « pou noir de l'oranger » (Parlatoria ziziphi)[15],
- le « pou blanc » (Icerya seychellarum),
- le « pou à poche blanche » (Pulvinaria iceryi),
- le « pou des Hespérides » (Coccus hesperidum),
- etc.

## Les poux aquatiques
Dans le milieu aquatique, l'appellation de « pou », « pou de mer » (sea lice), ou « pou des poissons », « pou du saumon »... concerne également — pour l'essentiel — des crustacés ectoparasites ou épibiontes, surtout de vertébrés (poissons, tortues, cétacés).

### Ectoparasites
Les représentants de la famille des Cyamidae sont connus sous le nom de « poux des baleines ». Ce sont en effet des parasites obligatoires des cétacés dont la totalité du cycle se déroule sur l'hôte, sans stade larvaire nageur ; la contamination se fait par contact direct. Il s'agit de véritables parasites qui se nourrissent à partir de la peau des baleines et autres cétacés. Ils sont également collectivement nommés whale lice (poux de baleine) en anglais.

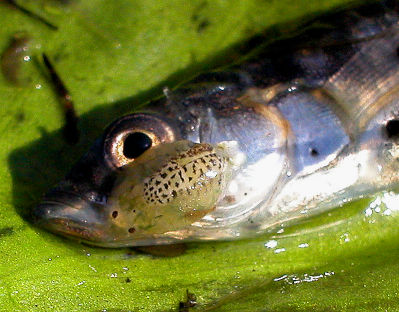
Les « poux des poissons » d'eau douce correspondent le plus souvent au genre Argulus.

De nombreux parasites externes de poissons ont reçu le nom de « poux ». Ils correspondent à quatre grands groupes de crustacés : les branchioures, les copépodes et les isopodes. Il règne toutefois une certaine confusion dans l'application de ces noms vernaculaires, en particulier pour les termes les plus généraux — « pou de mer », « pou de poisson » — qui peuvent concerner divers types de parasites. Les qualificatifs concernent tantôt l'habitat (« pou de mer », plus rarement « pou de rivière »), tantôt les hôtes (« pou de poisson » ou, plus spécifiquement, , « pou de la carpe », « pou de sarde », pou du saumon, etc.). En Norvège le diflubenzuron est autorisé comme pesticide pour éliminer le « pou du saumon » dans l'élevage intensif du saumon, mais a provoqué une controverse écologique en 2011-2012.
Les branchioures sont tous parasites externes de poissons, et majoritairement de poissons d'eau douce. C'est le plus souvent à eux que s'adressent les noms de « pou de poisson » et — autrefois — « pou de rivière », en particulier les représentants du genre Argulus qui parasite de nombreuses espèces, surtout de cyprinidés, bien connu des pêcheurs et des aquariophiles. Comme les poux véritables, mais contrairement à la plupart des autres ectoparasites des poissons, ces petits crustacés conservent la capacité de se déplacer librement sur leur hôte ; ce sont néanmoins d'authentiques parasites, qui disposent de pièces buccales spécialisées leur permettant de s'ancrer solidement dans la peau des poissons et de s'y alimenter. Le « pou de la carpe » appartient à cette catégorie.

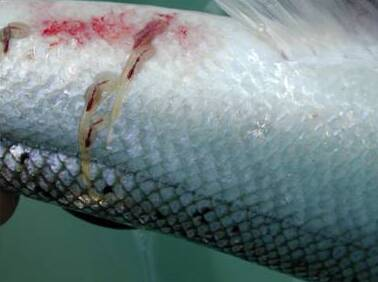
Le « pou du saumon », Lepeophtheirus salmonis.

L'expression « pou de poisson » s'applique aussi à diverses catégories de copépodes attachés à de très nombreux poissons marins, d'eaux saumâtres et d'eaux douces. Plus de 2 000 espèces de copépodes sont parasites, mais ils appartiennent pour la plupart à deux ordres, les Monstrilloida et surtout les Siphonostomatoida ; ce dernier comporte à lui seul 18 familles et 1 550 espèces environ (75 % du total), dont 1 050 sont considérées comme parasites de vertébrés, presque exclusivement de poissons, et la plupart ectoparasites. C'est à des représentants de ce groupe que l'on donne généralement le nom de « poux » : « poux de poissons », « poux de mer » ou plus spécifiquement « poux du saumon ». Les plus connus appartiennent à la famille des Caligidae, et notamment aux genres Lepeophtheirus et Caligus susceptibles de causer d'importants dégâts dans les populations sauvages et cultivées de salmonidés.

Les Cymothoidae sont une famille d'isopodes — des crustacés parents des cloportes — dont presque tous les représentants sont parasites externes de poissons, marins le plus souvent. Depuis le XIXe siècle au moins, ils sont eux aussi connus sous le nom de « poux de mer », plus rarement « poux de poisson ». Ces animaux s'attachent plus ou moins étroitement à leur hôte : soit de façon totalement externe, généralement sous les écailles, soit sur les branchies ou dans la bouche, soit diversement enfoncés dans la musculature. Parmi les représentants les plus connus de cette catégorie, on peut citer Anilocra physodes, parasite de nombreux poissons des mers européennes et nord-africaines, Cymothoa exigua, espèce californienne provoquant l'atrophie de la langue des poissons dont elle habite la bouche, ou les membres du genre Livoneca dont certains, originaires des eaux douces brésiliennes, sont retrouvés sur des poissons importés par les aquariophiles.

### Épibiontes
Des organismes utilisent les surfaces externes d'animaux plus grands qu'eux comme simple support, sans parasiter leur hôte. Dans ce cas, l'analogie avec les vrais poux est très lointaine, car ces épibiontes ne leur ressemblent pas, même approximativement, ni au plan morphologique, ni pour leur mode de vie. Certains sont pourtant parfois nommés « poux » : il s'agit de balanes, crustacés se fixant normalement de façon permanente sur différents substrats marins, le plus souvent rocheux, mais dans le cas présent sur des cétacés et des tortues.